# 尼克森 (明尼蘇達州)
尼克森（英語：Nickerson）是位於美國明尼蘇達州派恩縣尼克森鎮區的一個非建制地區。

## 歷史
尼克森的郵局於1895年設立，其後於1954年停運。

## 地理
尼克森所處的海拔為高於海平面351米（即1152英呎），而該地所採用的時區為UTC-6，即北美中部時區（CST）。同時該地設有夏令時間，為UTC-6調快一小時，即UTC-5（CDT）。